# Comté de Nuckolls
Le comté de Nuckolls est un comté de l'État du Nebraska, aux États-Unis. Son siège est la ville de Nelson.